# Konrad Imiela
Konrad Imiela (ur. 23 kwietnia 1972 w Starachowicach) – polski aktor teatralny, telewizyjny i filmowy, także kompozytor, autor tekstów piosenek i reżyser teatralny. W latach 2006–2021 dyrektor naczelny i artystyczny Teatru Muzycznego Capitol we Wrocławiu, od 2021 roku pełni funkcję dyrektora artystycznego tego teatru. W latach 2006–2014 dyrektor artystyczny Przeglądu Piosenki Aktorskiej. 

## Życiorys
Harcerz 111 Artystycznej Drużyny Harcerskiej. Absolwent I Liceum Ogólnokształcącego im. Tadeusza Kościuszki w Starachowicach. W 1994 roku ukończył studia na Wydziale Aktorskim Państwowej Wyższej Szkoły Teatralnej im. Ludwika Solskiego w Krakowie – Filia we Wrocławiu. W latach 1992–1995 prowadził i śpiewał w programie dla młodzieży TV3 Truskawkowe studio.
Występował w teatrach wrocławskich: Polskim (1993–2004), K2 (1997–2001), Teatr Nr 12 (1997–1998) oraz Muzycznym „Roma” w Warszawie (2002). Od roku 2003 związał się z Teatrem Muzycznym „Capitol” we Wrocławiu, gdzie od 5 maja 2006 roku pełni funkcję dyrektora naczelnego i artystycznego. Od 2007 roku sprawuje artystyczną pieczę nad Przeglądem Piosenki Aktorskiej we Wrocławiu.
Ma na koncie kilka ról filmowych, m.in. Quo vadis (2001), W pustyni i w puszczy (2001) jako Arab Chamis, sługa Tarkowskiego, Dublerzy (2005), oraz telewizyjnych, m.in. w serialach: Życie jak poker (1999), Na dobre i na złe (2004), Pierwsza miłość (2005).
Jest współtwórcą Formacji Chłopięcej „Legitymacje”, a także autorem piosenek i gitarzystą. Z recitalem „Rybi puzon”, złożonym z piosenek Toma Waitsa wystąpił na XVI Przeglądzie Piosenki Aktorskiej we Wrocławiu. 12 czerwca 2001 roku w klubie Firlej we Wrocławiu miał premierę jego recital pt. „Śpiewa Konrad Imiela”, obejmujący m.in. Karuzelę z madonnami z repertuaru Ewy Demarczyk, piosenki Arthura H., Toma Waitsa, Roberta Gonery, a także kilka własnych utworów. W 2006 roku ukazała się jego debiutancka płyta solowa pt. Garderoba męska. W 2005 roku wraz z Cezarym Studniakiem i Samborem Dudzińskim wyreżyserował galę Przeglądu Piosenki Aktorskiej „Wiatry z Mózgu”. W 2011 jako reżyser przygotował imprezę „Sylwester z Dwójką” mającą miejsce na wrocławskim Rynku. 

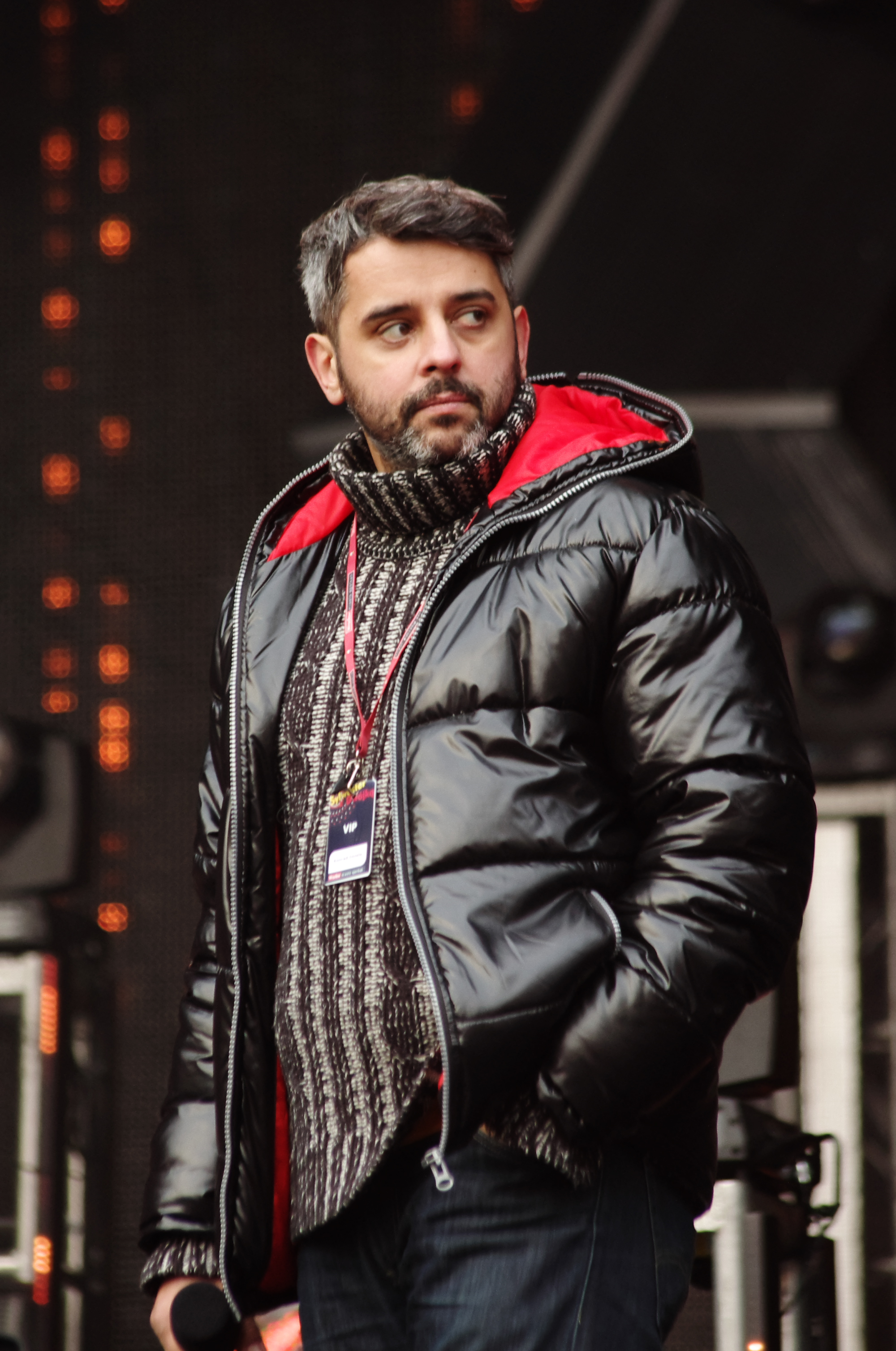
Konrad Imiela, próba przed imprezą „Sylwester z Dwójką”, 2011

### Nagrody i Odznaczenia
- 1994: II nagroda w Kabaretonie Festiwalu Polskiej Piosenki w Opolu,
- 1997: Nagroda Estrady Dolnośląskiej,
- 2003:Wrocław – „Brązowa Iglica” – w kategorii śpiewak/śpiewaczka w plebiscycie Słowa Polskiego Gazety Wrocławskiej i Wrocławskiego Towarzystwa Przyjaciół Teatru,
- 2005: Wrocław – „Złota Iglica” dla aktorów śpiewających (razem z Samborem Dudzińskim i Cezarym Studniakiem) – nagroda zespołowa dla grupy Formacja Chłopięca Legitymacje,
- 2012: Dyplom Mistrzowski im. Aleksandra Bardiniego,
- 2014: Brązowy Medal „Gloria Artis”[4][5],
- 2012: Dyplom Mistrzowski im. Aleksandra Bardiniego,
- 2019: Medal Prezydenta Wrocławia „Zasłużony dla Wrocławia – Merito de Wratislavia”,
- 2024: Nagroda im. Maryny Miklaszewskiej za całokształt działalności w dziedzinie musicalu i teatru muzycznego,
- 2025: Arlekin 2025 w kategorii "męska rola drugoplanowa" za rolę Ojca Laurentego w spektaklu "Romeo i Julia" w reż. Jana Klaty w Teatrze Muzycznym Capitol we Wrocławiu.

## Filmografia
- 2009: Tancerze jako reżyser Grzegorz
- 2006: Dublerzy jako Antonio Gambini
- 2006: Dublerzy (serial) jako Antonio Gambini
- 2005: Biuro kryminalne (serial TV) jako Tomasz Kosecki
- 2005: Pierwsza miłość (serial TV) jako Michał Adamczyk, prezes Centrum Doradczego dla Rolników gdzie pracę podjęła Teresa Żukowska
- 2004: Na dobre i na złe (serial TV) jako Paweł Drabik, syn Tadeusza
- 2002: Quo vadis (serial tv) jako Diodor, harfista Nerona
- 2001: W pustyni i w puszczy (serial tv) jako Chamis, sługa Tarkowskiego
- 2001: W pustyni i w puszczy jako Chamis, sługa Tarkowskiego
- 2001: Quo vadis jako Diodor, harfista Nerona
- 1999: Badziewiakowie (serial tv) jako Zenon Wujek
- 1998: Dom pirków jako czarownik – kominiarz
- 1998: Życie jak poker (serial tv) jako Kostek Małecki
- 1997: Sława i chwała (serial tv) jako Wołodia Tarło, brat Ariadny, przyjaciel Józia Royskiego
- 1997: Lata i dni jako Kostek
- 1996: Autoportret z kochanką jako Zmyta, członek zespołu Kuby

## Dyskografia
- 2022: WAITS.2022, CD (wyd. Luna Music)
- 2021: I milczeć i śpiewać - piosenki z wierszy Tadeusza Różewicza, CD (wyd. AKW Karrot Kommando)
- 2017: Wrażliwość na olśnienie w normie, CD (wyd. Luna Music)
- 2017: Budorigum, czyli amerykańscy naukowcy o polskim Wrocławiu, DVD – Gala 37 Przeglądu Piosenki Aktorskiej wyreżyserowana przez Formację Chłopięcą „Legitymacje”, (wyd. Luna Music)
- 2008:Wiatry z Mózgu, DVD – Gala 26 Przeglądu Piosenki Aktorskiej wyreżyserowana przez Formację Chłopięcą „Legitymacje”, (wyd. Luna Music)
- 2006: Concert w Capitolu, DVD Formacji Chłopięcej „Legitymacje” (wyd. Luna Music)
- 2006: Garderoba męska (wyd. Fundacja TM Capitol)
- 2002: Z życiem (wyd. Luna Music)
- 2000: Porwanie Dalmatyńczyków, Studio MIX we Wrocławiu (wyd. Luna Music)
- 1998: Przygody Tomka Sawyera piosenki z musicalu Teatru Polskiego we Wrocławiu (wyd. Luna Music)
- 1998: Pierścień i róża – piosenki z musicalu Teatru Polskiego we Wrocławiu (wyd. Luna Music)
- 1998: Stare, nowe, najnowsze w duecie z Mariuszem Kiljanem, Studio K2 – KOCH (wyd. Luna Music)
- 1996: Syrena Elektro – piosenki ze spektaklu, Studio K2 (wyd. Luna Music)